# Aedes microstictus
Aedes microstictus är en tvåvingeart som beskrevs av Edwards 1936. Aedes microstictus ingår i släktet Aedes och familjen stickmyggor. Inga underarter finns listade i Catalogue of Life.